# The Amazing Nina Simone
The Amazing Nina Simone è il terzo album in studio della cantante e pianista statunitense Nina Simone, pubblicato nel 1959. 
Si tratta del primo album inciso per l'etichetta Colpix Records.

## Tracce
Lato A
1. Blue Prelude – 3:15 (Gordon Jenkins, Joe Bishop)
2. Children Go Where I Send You – 2:45 (Tradizionale, Nina Simone)
3. Tomorrow (We Will Meet Once More) – 2:56 (Jerry Silverman, Stephen Gale)
4. Stompin' at the Savoy – 2:05 (Benny Goodman, Chick Webb, Edgar Sampson, Andy Razaf)
5. It Might as Well Be Spring – 3:50 (Richard Rodgers, Oscar Hammerstein)
6. You've Been Gone Too Long – 2:08 (Brother John Sellers)

Lato B
1. That's Him Over There – 2:28 (Lew Spence, Marilyn Keith)
2. Chilly Winds Don't Blow – 2:40 (William Lovelock, Hecky Krasnow)
3. Theme from "Middle of the Night" – 2:25 (Paddy Chayefsky, George Bassman)
4. Can't Get out of This Mood – 2:30 (Frank Loesser, Jimmy McHugh)
5. Willow Weep for Me – 3:10 (Ann Ronell)
6. Solitaire – 3:20 (Carl Nutter, King Guion, Renée Borek)

Edizione CD del 2005, pubblicato dalla EMI Records (7243 4 73206 2 0)
1. Blue Prelude – 3:22 (Gordon Jenkins, Joe Bishop)
2. Children Go Where I Send You – 2:52 (Tradizionale, Nina Simone)
3. Tomorrow (We Will Meet Once More) – 3:02 (Jerry Silverman, Stephen Gale)
4. Stompin' at the Savoy – 2:10 (Benny Goodman, Chick Webb, Edgar Sampson, Andy Razaf)
5. It Might as Well Be Spring – 3:57 (Richard Rodgers, Oscar Hammerstein)
6. You've Been Gone Too Long – 2:11 (Brother John Sellers)
7. That's Him Over There – 2:32 (Lew Spence, Marilyn Keith)
8. Chilly Winds Don't Blow – 2:47 (William Lovelock, Hecky Krasnow)
9. Theme from "Middle of the Night" – 2:30 (Paddy Chayefsky, George Bassman)
10. Can't Get out of This Mood – 2:33 (Frank Loesser, Jimmy McHugh)
11. Willow Weep for Me – 3:14 (Ann Ronell)
12. Solitaire – 3:25 (Carl Nutter, King Guion, Renée Borek)
13. I Loves You Porgy – 4:07 (DuBose Heyward, George Gershwin, Ira Gershwin) – Bonus Track
14. Falling in Love Again (Can't Help It) – 2:39 (Friederick Holländer, Sammy Lerner) – Bonus Track
15. That's All – 2:26 (Bob Haymes, Merle Travis) – Bonus Track
16. The Man with a Horn – 5:52 (Eddie DeLange, Jack Jenney, Bonnie Lake) – Bonus Track

- I brani bonus, le cui date di registrazione non sono specificate, furono pubblicati originariamente nell'LP Nina with Strings edito nel 1966.

## Formazione
- Nina Simone - voce, pianoforte
- Bob Mersey - conduttore musicale, arrangiamenti